# Emmanuel Besnault
Emmanuel Besnault est un comédien et metteur en scène de théâtre, né le 17 août 1991 à Carpentras (Vaucluse). Il est directeur artistique de la compagnie Éternel Été.

## Biographie
Emmanuel Besnault est formé au Conservatoire national supérieur d’art dramatique de Paris dans les classes de Sandy Ouvrier, Nada Strancar et Xavier Gallais. En tant que comédien, il joue notamment dans les créations de Wajdi Mouawad (Littoral au théâtre national de la Colline) et Olivier Py (Le Cahier noir au Centquatre). En tant que metteur en scène, il fonde la compagnie Éternel Été à 19 ans, devient artiste associé du Théâtre de Noisy-le-Grand puis du Théâtre de Montbrison, et compte plus d'une vingtaine de mises en scène à son actif. Il est actuellement artiste associé de la ville de Versailles.

## Comédien
- 2007 : Quai Vide texte et mise en scène Léa Coulanges et Eric Pasturel (Compagnie Aqui N°Co)
- 2008 : Le Bourgeois gentilhomme de Molière, mise en scène Jean-Pierre Raffaëlli (Tournée en Europe de l'Est)
- 2009 : Fantasio d'après Musset, mise en scène Gérard Gelas (Théâtre du Chêne Noir, Avignon)
- 2009 : Le Murmonde de Serge Kribus, mise en scène Vincent Siano (TRAC, Beaumes de Venise)
- 2010 : Les Caprices de Marianne de Musset, mise en scène Marion Donon (Compagnie Kinescopage)
- 2010 : Mais n'te promène donc pas toute nue ! de Feydeau, mise en scène Gérard Gelas (Théâtre du Chêne Noir, Avignon)
- 2011 : Arlequin valet de deux maîtres de Goldoni, mise en scène Attilio Maggiulli (Comédie Italienne, Paris / 400 représentations)
- 2013 : L'acte de respirer de Sony Labou Tansi, mise en scène Dieudonné Niangouna et Jean-Damien Barbin (Cnsad)
- 2014 : Avant-hier, après-demain de Gianina Carbunariu, mise en scène Gaston Dubois (Cnsad)
- 2014 : Légendes de la forêt viennoise d'Ödön von Horvath, mise en scène Sandy Ouvrier (Cnsad)
- 2014 : De la folle journée à la nuit des corps d'après Beaumarchais et Müller, mise en scène Sandy Ouvrier (Cnsad)
- 2014 : Carmen, texte et mise en scène Lucie Digout (Cnsad)
- 2015 : Le Souper de Jean-Claude Brisville, mise en scène Daniel Benoin (Théâtre de la Madeleine, Paris)
- 2015 : Othon de Corneille, mise en scène Nada Strancar (Cnsad)
- 2015 : Les Ennemis de Maxime Gorki, mise en scène Nada Strancar (Cnsad)
- 2015 : Victoires, texte et mise en scène de Wajdi Mouawad (Cnsad)
- 2015 : Move, chorégraphie Caroline Marcadé (Cnsad)
- 2016 : Le Malade imaginaire de Molière, mise en scène Alain Zaepffel (Cnsad)
- 2016 : A little too much is not enough for US, conception et mise en scène Xavier Gallais (Cnsad)
- 2016 : Le Cahier noir, texte et mise en scène d'Olivier Py (Le Centquatre, Paris)
- 2016 : Le Monte-plats d'Harold Pinter, mise en scène Etienne Launay (Compagnie Les Éhontées)
- 2017 : Léonie est en avance de Feydeau, mise en scène Simon Rembado (Compagnie Les Poursuivants)
- 2017 : Carmen, texte et mise en scène de Lucie Digout (Théâtre 13, Théâtre de Belleville, Paris)
- 2017 : King Lear conférence de Florient Azoulay, mise en scène Xavier Gallais (Compagnie KGA)
- 2018 : Le Cahier noir, texte et mise en scène d'Olivier Py (Le Centquatre, Paris)
- 2018 : Notre Innocence, texte et mise en scène de Wajdi Mouawad (Théâtre national de la Colline, Paris)
- 2018 : Les Fourberies de Scapin de Molière, mise en scène Emmanuel Besnault (Théâtre du Lucernaire, Paris)
- 2019 : Le Capitaine Fracasse d'après Théophile Gauthier, mise en scène Benoit Gruel (Le Mois Molière, Versailles)
- 2020 : Littoral, texte et mise en scène de Wajdi Mouawad (Théâtre national de la Colline, Paris)
- 2021 : Ivanov de Tchekhov, mise en scène Emmanuel Besnault (Éternel Été)
- 2022 : Le Grand jour, texte et mise en scène de Frédérique Voruz (Théâtre 13, Paris, et Théâtre du Soleil, Cartoucherie)
- 2024 : Un Chapeau de paille d'Italie de Labiche, mise en scène Emmanuel Besnault et Benoit Gruel (Éternel Été / Lucernaire)
- 2024 : Littoral, texte et mise en scène de Wajdi Mouawad (Tournée en Chine)
- 2025 : Les Fourberies de Scapin de Molière, mise en scène Emmanuel Besnault (Théâtre du Lucernaire, Paris)
- 2025 : Le Grand Meaulnes d'après Alain-Fournier, mise en scène Emmanuel Besnault (Éternel Été)

## Metteur en scène
- 2012 : Onysos le Furieux de Laurent Gaudé, avec Jacques Frantz (Éternel Été)
- 2012 : Il était une fois… le Petit Poucet de Gérard Gelas (Éternel Été / 300 représentations)
- 2014 : La Vraie Fiancée d'Olivier Py (Éternel Été)
- 2014 : Novecento d'Alessandro Baricco, avec Julien Frison et Vincent Leterme (Cnsad)
- 2015 : A Contrario, création collective (Festival international de Spoleto, Italie)
- 2015 : La Bande à Bonnot d'Alain Guyard (Éternel Été / Monsieur Max Production)
- 2016 : 60° Nord de Lucie Digout, avec la promotion 2016 (Cnsad)
- 2016 : Les Fourberies de Scapin de Molière (Éternel Été / 450 représentations)
- 2017 : Le Cercle de craie, d'après Klabund et Li Xingdao (Éternel Été / Monsieur Max Production)
- 2018 : The Golden Vanity, opéra de Benjamin Britten, avec la Maîtrise de la Loire
- 2018 : La Moitié du ciel, écriture collective (Collectif Dixit)
- 2019 : Ivanov d'Anton Tchekhov (Éternel Été)
- 2020 : Cendrillon, écriture collective (Éternel Été)
- 2020 : Fantasio d'Alfred de Musset (Éternel Été / 130 représentations)
- 2021 : Moi vivante de Marie-Hélène Goudet (La Pierre Brute Production)
- 2022 : La Colonie de Marivaux (extraits / Hachette Education)
- 2022 : Battue la terre, texte et co-mise en scène de Lionel Fournier (Compagnie Eteya, Suisse)
- 2023 : La Tempête de Shakespeare, avec Jérôme Pradon (Théâtre de la Huchette, Paris)
- 2023 : Entre le ciel et moi d'Emmanuel Besnault (Éternel Été)
- 2023 : L'État de siège d'Albert Camus (Éternel Été)
- 2023 : Cabaret fantôme, co-mise en scène avec Geoffrey Rouge-Carrassat (Festival FriScènes, Fribourg, Suisse)
- 2024 : Un Chapeau de paille d'Italie de Labiche, co-mise en scène avec Benoit Gruel (Éternel Été / Lucernaire)
- 2025 : Le Grand Meaulnes, d'après Alain-Fournier (Éternel Été)

## Collaborateur artistique
- 2018 : Roi du silence de Geoffrey Rouge-Carrassat (Compagnie La Gueule Ouverte)
- 2019 : Dépôt de bilan de Geoffrey Rouge-Carrassat (Compagnie La Gueule Ouverte)
- 2021 : Cinq étoiles, écriture collective (Collectif Dixit)
- 2022 : Grand-Chose de Geoffrey Rouge-Carrassat (Compagnie La Gueule Ouverte)
- 2023 : Va aimer ! d'Eva Rami (Little Bros Production / Théâtre Lepic)
- 2023 : Yakamoz d'Arthur Baratin et Benjamin Migneco (Compagnie Le Grand large)
- 2023 : Là personne de Geoffrey Rouge-Carrassat (Compagnie La Gueule Ouverte)
- 2025 : Oui, je sais d'Olivia Moore (Théâtre de l'Européen, Paris)

## Assistant à la mise en scène
- 2010 : Les Caprices de Marianne de Musset, mise en scène Marion Donon (Compagnie Kinescopage)
- 2011 : Le Crépuscule du Che de José Pablo Feinman, mise en scène Gérard Gelas (Théâtre Montparnasse, Paris)
- 2012 : Sixième solo de Serge Valletti, mise en scène Sébastien Rajon (ID Production)

## Publications
- 2020 : Ivanov, d'après Tchekhov, traduction et adaptation Emmanuel Besnault et Yuriy Zavalnyouk (Éditions Les Âmes libres)[5]
- 2021 : Penser le théâtre contemporain : l'exemple de Wajdi Mouawad, ouvrage collectif sous la direction de Gaëtan Dupois et Evelyne Lloze (Éditions L'Entretemps)[6]